# 2220 Hicks
A 2220 Hicks (ideiglenes jelöléssel 1975 VB) a Naprendszer kisbolygóövében található aszteroida. Eleanor F. Helin fedezte fel 1975. november 4-én.